# Guivi Kartòzia
Guivi Kartòzia   (Batumi, 29 de març de 1929 - Tbilisi, 3 d'abril de 1998) va ser un lluitador georgià, especialista en lluita grecoromana, que va competir sota bandera de la Unió Soviètica durant la dècada de 1950.
El 1956 va prendre part en els Jocs Olímpics d'Estiu de Melbourne, on va guanyar la medalla d'or en la categoria del pes mitjà del programa de lluita lliure. Quatre anys més tard, als Jocs de Roma, va guanyar la medalla de bronze en la pes semi pesat.
En el seu palmarès també destaquen tres medalles d'or al Campionat del Món de lluita, el 1953, 1955 i 1958. A nivell nacional guanyà el campionat soviètic de 1952 a 1955.
Des del 2010 es disputa un torneig internacional a Tbilisi en honor seu.